# Dryobotodes roboris
Dryobotodes roboris là một loài bướm đêm trong họ Noctuidae.